# Veřovice
Veřovice település Csehországban, Nový Jičín-i járásban. Veřovice Lichnov, Mořkov, Ženklava, Trojanovice, Životice u Nového Jičína, Bordovice, Zubří és Rožnov pod Radhoštěm településekkel határos. Lakosainak száma 1967 fő (2024. január 1.).

## Népesség
A település lakosságának változását az alábbi diagram mutatja:
| Lakosok száma | 1349 | 1448 | 1555 | 1643 | 1872 | 1942 | 1964 | 2013 | 1961 | 1967 |
|               | 1869 | 1890 | 1921 | 1950 | 1980 | 2001 | 2017 | 2019 | 2022 | 2024 |